# Iguanodon
Iguanodon (/[invalid input: 'ɨ']ˈɡwɑːnədɒn/ i-GWAH-nə-don; nghĩa là "răng kỳ nhông") là một chi khủng long Ornithopoda. Iguanodon là động vật ăn cỏ lớn. Iguanodon sống vào kỷ Creta, khoảng từ 155,7 - 93,5 triệu năm trước. Hoá thạch của Iguanodon được tìm thấy ở khắp nơi trên thế giới, từ châu Á, châu Âu cho tới châu Mỹ. Hai chân trước của nó có một móng vuốt sắc nhọn để tự vệ. Hàm răng của nó rất khoẻ và dễ dàng giúp nó ăn thực vật.
Iguanodon là chi khủng long có hóa thạch được phát hiện sớm nhất trong lịch sử, đồng thời là chi khủng long thứ hai được đặt tên chính thức dựa trên các mẫu vật hóa thạch, chỉ sau Megalosaurus.

## Phát hiện
Tháng 3 năm 1822, cặp vợ chồng Gideon Mantell đã phát hiện ra hóa thạch của chi khủng long này ở một thị trấn nhỏ tại Anh, đó là hóa thạch răng của Iguanodon. Đây là hóa thạch khủng long được phát hiện sớm nhất trong lịch sử. Chi này được đặt tên chính thức vào năm 1825 bởi nhà địa chất học người Anh Gideon Mantell, dựa trên các mẫu hóa thạch được cho là của Therosaurus và Mantellodon. Iguanodon là chi khủng long thứ hai được đặt tên chính thức dựa trên các mẫu vật hóa thạch, chỉ sau Megalosaurus. Cùng với Megalosaurus và Hylaeosaurus, nó là một trong ba chi khủng long thường được sử dụng để xác định Dinosauria. Chi Iguanodon thuộc nhóm Iguanodontia, cùng với các loài khủng long mỏ vịt. Việc phân loại của các chi này vẫn tiếp tục là một chủ đề nghiên cứu vì việc đặt tên các loài mới hoặc sự tái sấp xếp các chi.

## Mô tả

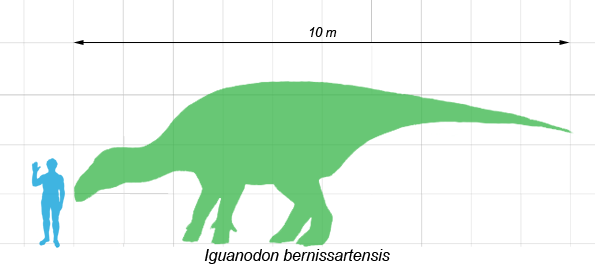
Kích cỡ loài I. bernissartensis so với một người trung bình

Iguanodon là động vật ăn thực vật cồng kềnh có thể di chuyển từ hai chân đến bốn chân. Loài duy nhất được hỗ trợ bảo quản hóa thạch tốt, I. bernissartensis, ước tính trung bình nặng khoảng 3-4 tấn, cao 4-5 mét (13–16 ft) và dài khoảng 10 mét (33 ft), một số mẫu có thể dài tới 13 mét (43 ft). Sinh vật này có sọ lớn, cao nhưng hẹp, với những chiếc răng có thể phủ keratin và răng như những loài kỳ nhông nhưng lớn hơn và đóng chặt hơn.
Cánh tay của I. bernissartensis dài (dài bằng 75% chiều dài của chân) và mạnh mẽ, với bàn tay khá cứng chắc và ba ngón tay trung tâm có thể chịu được trọng lượng. Ngón tay cái như những đinh tán hình nón tách ra khỏi ba ngón chính. Trong những lần phục hồi ban đầu, móng tay cái được đặt trên mũi con vật. Các hóa thạch sau này cho thấy bản chất thực sự của các ngón tay cái, mặc dù chức năng chính xác của chúng vẫn còn tranh cãi. Chúng có thể được sử dụng để phòng vệ, hoặc để kiếm thức ăn. Ngón tay nhỏ, dài và uốn cong. Chân chúng mạnh mẽ, nhưng không thể dùng để chạy và mỗi chân có ba ngón chân. Xương sống và đuôi được hỗ trợ và cứng lại bởi các dây chằng xoắn, đó là những gân chuyển thành xương trong suốt cuộc đời (những xương giống như thanh này thường bị bỏ đi khỏi các khung xương và hình vẽ).

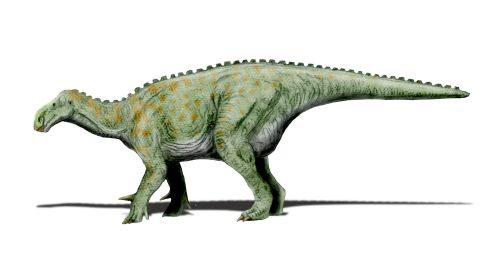
Hình ảnh phục chế của Iguanodon ở tư thế bốn chân

Không giống như chi Hadrosaurids có các cột răng thay thế, Iguanodon chỉ có một chiếc răng thay thế tại một thời điểm cho mỗi vị trí. Hàm trên có đến 29 răng mỗi bên, không có ở đầu hàm và hàm dưới có 25 cái răng. Các con số khác nhau bởi vì hàm răng ở hàm dưới rộng hơn ở hàm trên, các hàng răng được thấm sâu từ bên ngoài của hàm và vì các chi tiết giải phẫu khác, người ta tin rằng, giống như hầu hết các nhà khoa học khác, Iguanodon có một loại cấu trúc giống như má, cơ bắp hoặc không có cơ bắp, để giữ thức ăn trong miệng.

## Đặc điểm sinh học

### Tư thế và chuyển động
Các hóa thạch cổ đầu tiên đã bị phân mảnh, dẫn đến nhiều suy đoán về tư thế và tính chất của Iguanodon. Iguanodon ban đầu được miêu tả như một con thú có sừng và đi bằng bốn chân. Tuy nhiên, khi nhiều bộ xương được phát hiện, Mantell quan sát thấy rằng các chi trước nhỏ hơn nhiều so với chân sau. Đối thủ Owen của ông đã nêu ý kiến rằng chúng là một sinh vật gập ghềnh với bốn chân giống như chân trụ. Được cung cấp từ Mantell, người đã từ chối vì sức khoẻ yếu kém, và tầm nhìn của Owen sau đó đã hình thành nên cơ sở để các tác phẩm điêu khắc hình thành. Bản chất của nó đã được tiết lộ với sự khám phá ra bộ xương của Bernissart. Tuy nhiên, nó được miêu tả trong tư thế thẳng đứng, với đuôi kéo dọc theo mặt đất, hoạt động như là chân thứ ba.
Trong lần kiểm tra lại Iguanodon, David Norman đã có thể cho thấy thái độ này là không thể xảy ra, bởi vì đuôi dài đã được làm cứng lại bằng gân xoắn. Để có được hình dáng như có ba chân, đuôi nghĩa đen phải bị phá vỡ. Đưa con vật vào tư thế nằm ngang khiến nhiều khía cạnh của vòng tay và ngực có thể dễ hiểu hơn. Ví dụ, bàn tay là tương đối bất động, với ba ngón tay trung tâm được nhóm với nhau, có móng. Điều này sẽ cho phép chúng chịu đựng trọng lượng lớn. Cổ tay cũng tương đối yên tĩnh, cánh tay và xương vai cứng cáp. Tất cả các tính năng này cho thấy con vật đã dành thời gian trên tất cả bốn chi.
Hơn nữa, dường như Iguanodon đã trở thành bốn phần tư hơn khi nó lớn hơn và nặng hơn; loài I. bernissartensis có vòng tay ngắn hơn người lớn (60% chiều dài chân sau và 70% đối với người lớn). Khi đi bộ như một chân bốn chân, bàn tay của động vật sẽ được giữ để các lòng bàn tay hướng về phía nhau, như được hiển thị bởi đường gân và lối giải phẫu của các loại vũ khí và cánh tay của chi này. Ba ngón chân của Iguanodon tương đối dài, và khi đi bộ, cả bàn tay và bàn chân đã được sử dụng theo cách thức đi trên ngón tay và ngón chân. Tốc độ tối đa của Iguanodon đã được ước tính là 24 km/h (15 dặm/giờ).
Dấu chân ba chân to được biết đến ở những tảng đá Creta sớm ở Anh, đặc biệt là giường Wealden trên đảo Wight, và những hóa thạch này lần đầu tiên khó giải thích. Một số tác giả kết hợp chúng với khủng long sớm. Vào năm 1846, E. Tagert đã chuyển đến Ichnolodius (Ichnanodon) và Samuel Beckles ghi nhận vào năm 1854 rằng chúng giống như những con chim, nhưng có thể là từ khủng long. Danh tính của những người theo dõi đã được làm sáng tỏ rất nhiều khi phát hiện ra vào năm 1857 chân sau của một Iguanodon trẻ, với bàn chân có ba ngón rõ rệt, cho thấy rằng những con khủng long như vậy có thể đã thực hiện các bài hát.   Mặc dù thiếu bằng chứng trực tiếp, những bài hát này thường được quy cho Iguanodon. Một đường ray ở Anh cho thấy những gì có thể là Iguanodon di chuyển trên tất cả bốn, nhưng chân in là người nghèo, làm cho một kết nối trực tiếp khó khăn. Tuyến đường được phân công cho ichnogenus Iguanodon được biết đến từ các địa điểm bao gồm các địa điểm ở châu Âu, nơi được biết đến hóa thạch cơ thể Iguanodon, đến từ Spitsbergen, Svalbard và Na Uy.

### Móng tay cái

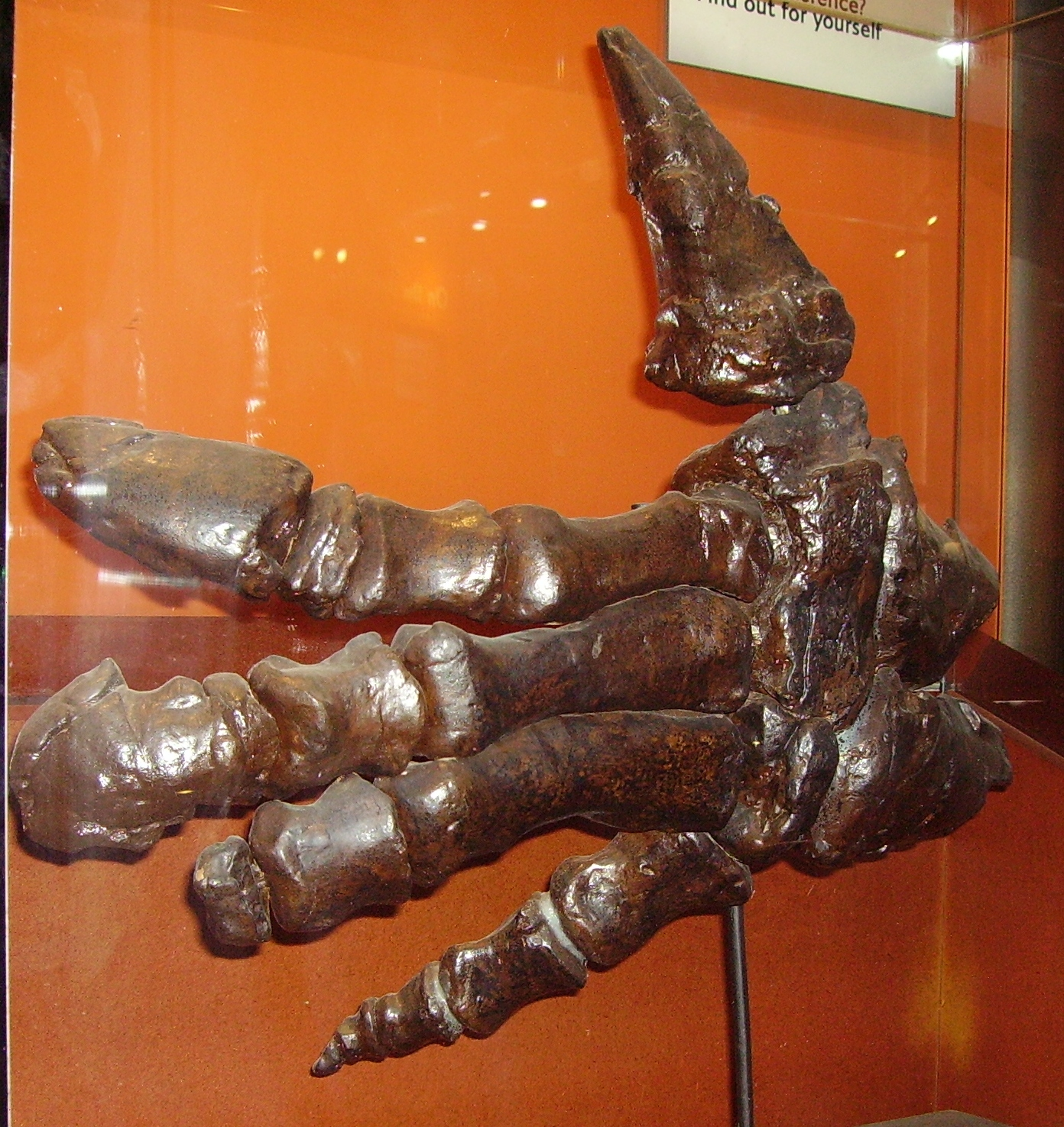
Bàn tay của Iguanodon với móng tay cái đặc trưng

Một ngón tay cái được phát hiện năm 1840 tại Đức là đặc điểm nhận dạng của chi khủng long Iguanodon. Ban đầu, Gideon Mantell - người phát hiện ra hóa thạch của chi khủng long này - đã đem móng vuốt đặt lên mũi của hóa thạch. Mãi đến khi phát hiện hóa thạch còn nguyên vẹn, các nhà khoa học đã nhận ra đây là một sai lầm nghiêm trọng và tiến hành điều chỉnh.
Các nhà khoa học đưa ra nhiều giả thiết khác nhau về vai trò của móng tay cái. Có thể chi Iguanodon dùng móng tay cái sắc nhọn như kiếm làm vũ khí đối phó với những loài ăn thịt, là công cụ để bóc tách vỏ hạt, cắt hoa quả hoặc nó dùng trong chiến đấu giữa các cá thể cùng loài. Có giả thiết cho rằng móng tay cái này gắn liền với một tuyến độc, nhưng điều này không được chấp nhận vì móng của chi khủng long này không rỗng, cũng không có vòi có thể chứa chất độc.

## Trong văn hoá đại chúng

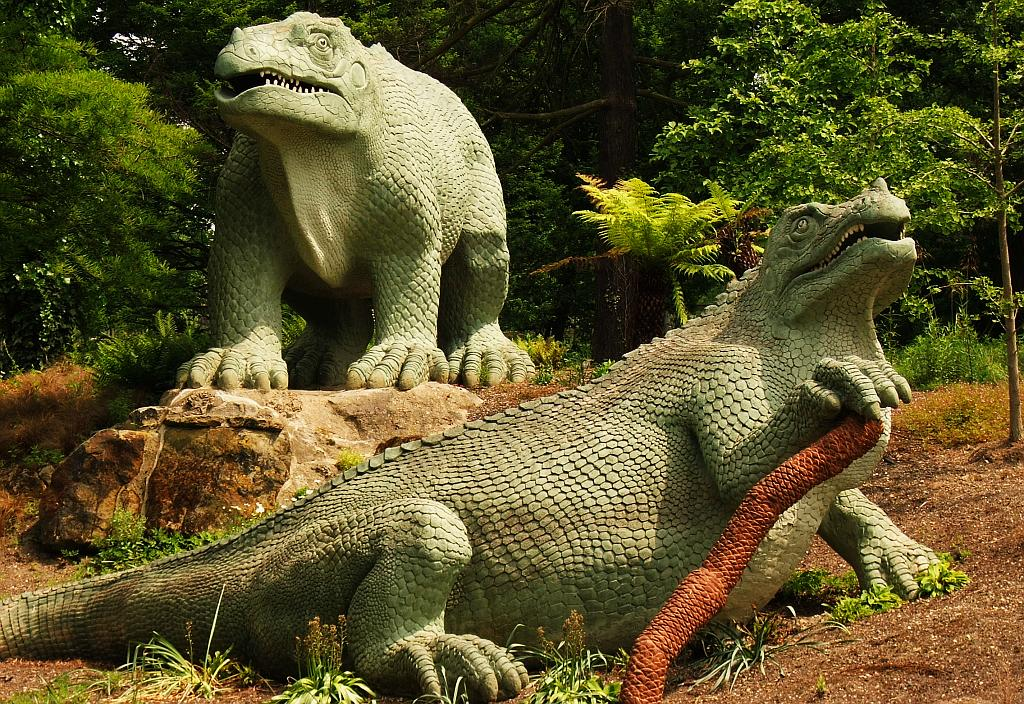
Phục dựng ban đầu về Iguanodon.

Kể từ khi được mô tả năm 1825, Iguanodon đã trở thành nét văn hoá phổ biến trên toàn thế giới. Hai công trình xây dựng lại của Mantellodon (được coi là Iguanodon vào thời đó) được xây dựng tại Crystal Palace ở London vào năm 1852 đã góp phần đáng kể cho sự phổ biến của chi này. Ngón tay cái của nó bị nhầm lẫn với sừng và chúng được miêu tả là bốn chân giống như voi, nhưng đây là lần đầu tiên một nỗ lực đã được thực hiện trong việc xây dựng các mô hình khủng long kích thước đầy đủ. Năm 1910, Heinrich Harder miêu tả một nhóm Iguanodon trong các thẻ thu thập cổ điển Đức về động vật hoang dã và tiền sử "Tiere der Urwelt".
Một số hình ảnh chuyển động có đặc trưng của Iguanodon. Trong bộ phim Dinosaur của Disney, một Iguanodon tên là Aladar đóng vai trò nhân vật chính với ba loại Iguanodontia khác như các nhân vật chính khác. Iguanodon là một trong ba loại khủng long truyền cảm hứng cho sự ra đời của Godzilla, hai con còn lại là Tyrannosaurus và Stegosaurus. Iguanodon cũng xuất hiện trong một số bộ phim Land Before Time cũng như các tập của loạt phim truyền hình.
Bên cạnh đó, Iguanodon cũng đã xuất hiện trong bộ phim truyền hình Walking with Dinosaurs (1999) do BBC sản xuất và đóng vai chính trong cuốn sách The Lost World của Arthur Conan Doyle cũng như trên Discovery Channel, Planet Dinosaur (được mô tả không chính xác là có thể chạy trên tất cả bốn chân và sống vào cuối kỷ Phấn trắng). Nó cũng có mặt trong bộ truyện Raptor Red của Bob Bakker (1995), như một con mồi của Utahraptor. Một tiểu hành tinh vành đai chính, 1989 CB 3, được đặt tên là 9941 Iguanodon để tôn vinh chi này.

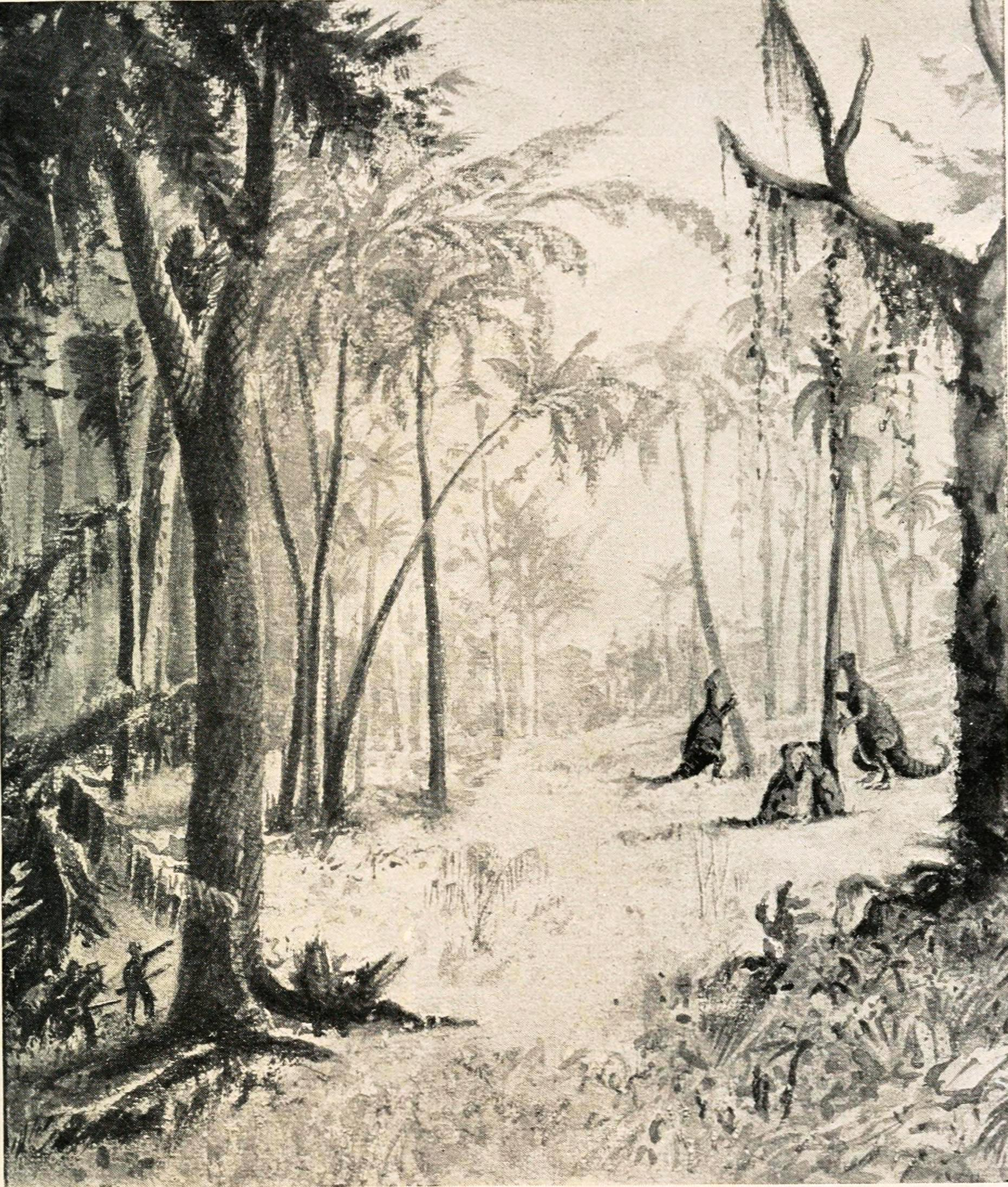
Iguanodon xuất hiện trong The Lost World (1912) của Arthur Conan Doyle

Bởi vì nó là một trong những con khủng long đầu tiên được mô tả và là một trong những con khủng long nổi tiếng nhất, Iguanodon đã được xếp hạng như là một biểu tượng cho việc thay đổi nhận thức của công chúng và khoa học về khủng long. Các công trình tái dựng hình dáng của chúng đã trải qua ba giai đoạn: hình tượng sừng voi, bốn chân có màng săn bắt loài bò sát khác từng làm hài lòng người Victoria, sau đó là một kiểu động vật biết đi trên hai chân nhưng cơ bản vẫn còn sử dụng đuôi để nâng đỡ chính mình vào đầu thế kỷ 20, rồi hình tượng này lại bị lật đổ vào những năm 1960 bởi hình ảnh hiện tại hơn, linh hoạt và năng động hơn, về một con vật có thể di chuyển từ hai chân sang bốn chân.